# Mielencefalo
Il mielencefalo contiene il midollo allungato o bulbo, è la prosecuzione in via caudocraniale del midollo spinale. È la parte inferiore del tronco cerebrale. Sporge, nella sua parte inferiore, per un breve tratto all'infuori del foramen magnum dell'osso occipitale. Esteriormente mostra una faccia anteriore, due laterali e una posteriore. Sulla faccia anteriore è possibile riconoscere le "piramidi", rilievo esterno formatasi grazie alla presenza dei fasci piramidali anteriori diretti, pertinenti della via motoria piramidale, che decussano (si incrociano) per formare i fasci piramidali crociati proprio a livello mielencefalico, formando la "decussazione delle piramidi". Lateralmente alle piramidi sono presenti, ancora, i rilievi del complesso olivare inferiore, pertinenti delle vie motorie extrapiramidali. 
Dalla parte superiore del midollo allungato fanno emergenza parte dei nervi cranici. 
Posteriormente mostra una superficie libera e una ventricolare, presentando quindi sulla superficie libera l'origine dei due peduncoli cerebellari inferiori, mentre con la superficie ventricolare costituisce parte della parete del IV ventricolo, dove scorre liquido cefalo-rachidiano.